# La fine (Nesli)
La fine è un brano musicale del cantautore italiano Nesli, ultima traccia del quarto album in studio Fragile - Nesliving Vol. 2, pubblicato il 13 novembre 2009 dalla Doner Music.

## Descrizione
Il brano, prodotto da Marco Zangirolami, alterna parti narrate e cantate. La base è formata principalmente dal suono del pianoforte. Il testo spiega come l'artista abbia vissuto la sua vita da uomo fragile e apparentemente indifeso.
Nel 2013 Nesli ha realizzato una versione piano e voce del brano, pubblicata all'interno dell'album Voglio di + – Nesliving Vol. 3.

## Video musicale
Nonostante il brano non sia stato pubblicato come singolo, è stato realizzato un video diretto dal regista Luca Tartaglia, prodotto dalla Vestiti Addict e pubblicato sul canale YouTube di Nesli il 24 dicembre 2009.

## Cover
Nel 2011 il cantautore italiano Tiziano Ferro ha realizzato una reinterpretazione de La fine, successivamente estratta come settimo e ultimo singolo dal quinto album in studio L'amore è una cosa semplice il 1º febbraio 2013.
Nel 2021, durante la terza serata della 71ª edizione del Festival di Sanremo, Fasma ha cantato La fine in coppia con Nesli. Due anni più tardi, durante la quarta serata della 73ª edizione del Festival di Sanremo, Lazza ha cantato una sua versione del brano in coppia con Emma Marrone e con l'accompagnamento della violinista Laura Marzadori.